# Fitch
Fitch je priimek več znanih oseb:
- Clyde Fitch (1865-1909), ameriški dramatik
- John Fitch, ameriški dirkač Formule 1
- John Fitch (izumitelj) (1743-1798), ameriški izumitelj
- Val Logsdon Fitch, ameriški fizik, nobelovec leta 1980